# イアフメス＝ネフェルタリ
イアフメス＝ネフェルタリ（Ahmose-Nefertari）またはイアフメス・ネフェルトイリは、古代エジプト第18王朝の最初の女王。彼女はセケンエンラーとイアフヘテプ1世の娘であり、イアフメス1世の姉妹かつ妻だった。彼女はアメンホテプ1世の母親であり、彼の若年期に摂政を務めたとされる。イアフメス＝ネフェルタリは死後に神格化された。

## 家族
イアフメス＝ネフェルタリはセケンエンラーとイアフヘテプ1世の娘であり、セナクトエンラーと女王テティシェリの孫娘だった。彼女は兄弟であるイアフメス1世と結婚し、彼との間に少なくとも3人の息子を儲けた。